# Dieter Fechner
Dieter Fechner (* 1936 in Sorau, Kreis Sorau; † 6. Dezember 2021 in Mühlhausen/Thüringen) war ein deutscher Sachbuchautor.
Dieter Fechner lebte seit 1946 in Mühlhausen/Thüringen. Er besuchte von 1953 bis 1957 das Institut für Lehrerbildung in Erfurt und unterrichtete anschließend bis 1968 in Lengefeld im Kreis Mühlhausen. Von 1966 bis 1970 absolvierte er ein Fernstudium für das Fach Deutsche Sprache und Literatur an der Pädagogischen Hochschule Erfurt. Von 1968 bis 1990 war er als Fachlehrer und neun Jahre als stellvertretender Direktor in Bickenriede im Eichsfeld tätig. Daneben widmete er sich regionalgeschichtlichen Themen. Nach 1990 erarbeitete er als Ortschronist in Lengefeld mehrere Teile der umfangreichen Ortschronik.
Fechner veröffentlichte seit Mitte der 1970er-Jahre Rezensionen und Beiträge zur Belletristik in Zeitungen und Zeitschriften, wie „Deutschunterricht“, „Marginalien“, „Neue Deutsche Literatur“, „Weimarer Beiträge“, „Weltbühne“, „Der Literat“, „Palmbaum“, „Moment“ und „RotFuchs“.
Seit Beginn der 1990er-Jahre beschäftigte sich Fechner mit der Mühlhäuser Regionalgeschichte. In der Tagespresse erschienen mehrteilige Serien, wie: „Berühmte Mühlhäuser“ (30 Teile), „Mühlhäuser Musiker“ (20), „Mühlhäuser Plastiken“ (23), „Kirchen im Altkreis“ (52), „Landgasthöfe“ (17), „Mühlhäuser Heimatforscher, Chronisten und Archivare“ (18), „Zum Bibliothekswesen in Mühlhausen“ (18), „Literarisches Mühlhausen“ (66) und „Mühlhäuser Maler“ (50). Von August 1966 bis November 2000 arbeitete Fechner an der Serie „Häuser in Mühlhausen“, die in 200 ganzseitigen Teilen in der „Thüringischen Landeszeitung“ (Regionalteil Mühlhausen) erschien. In weiteren Folgen widmete sich Fechner den Kontakten berühmter Persönlichkeiten zu Mühlhausen, wie Johann Sebastian Bach (16 Teile), Johann Wolfgang von Goethe (10), Friedrich August Stüler (5) und der Königin Luise von Preußen (7).
Beiträge zur Mühlhäuser Regionalgeschichte Fechners liegen in Zeitschriften vor in: „Eichsfelder Heimathefte“, „Mühlhäuser Beiträge“, „Thüringer Museumshefte“ und „Neue Thüringer Illustrierte“.

## Publikationen
- Lengefeld am Mühlhäuser Landgraben, 1997, Mecke-Druck, Duderstadt
- Häuser in Mühlhausen, – Ein Lexikon (gemeinsam mit Rita Specht), 2000, Rhino Verlag, Arnstadt & Weimar
- Thüringer Autoren der Gegenwart, – Ein Lexikon (gemeinsam mit Hedwig Völkerling), quartus-Verlag, 2003, ISBN 978-3-931505-47-9
- Mühlhäuser Brunnenfest – seit 1605, 2005, Verlag Rockstuhl, Bad Langensalza, ISBN 978-3-937135-77-9
- Literarisches Mühlhausen in Thüringen, 2006, Verlag Rockstuhl, Bad Langensalza, ISBN 978-3-937135-91-5
- Mühlhäuser Maler, 2006, Verlag Rockstuhl, Bad Langensalza, ISBN 978-3-938997-01-7
- Mühlhäuser Theaterbuch, 2006, Verlag Rockstuhl, Bad Langensalza, ISBN 978-3-938997-41-3
- Mühlhäuser Druckereien – Buchhandlungen – Bibliotheken, 2007, Verlag Rockstuhl, Bad Langensalza, ISBN 978-3-938997-86-4
- Mühlhäuser Denkmäler, Gedenksteine, und -tafeln, 2008, Verlag Rockstuhl, Bad Langensalza, ISBN 978-3-86777-011-8
- Mühlhäuser Persönlichkeiten des 20. Jahrhunderts wirkend über die Grenzen der Stadt, 2009, Verlag Rockstuhl, Bad Langensalza, ISBN 978-3-86777-102-3
- Mühlhäuser Wohngebäude mit Bleiglasfenstern, 2009, Verlag Rockstuhl, Bad Langensalza, ISBN 978-3-86777-147-4
- Mühlhäuser Gebäude in der Innenstadt, 2010, Verlag Rockstuhl, Bad Langensalza, ISBN 978-3-86777-174-0
- Mühlhäuser Gebäude aus den Vorstädten, 2010, Verlag Rockstuhl, Bad Langensalza, ISBN 978-3-86777-175-7